# Juri Jewgenjewitsch Iwanow
Juri Jewgenjewitsch Iwanow (russisch Юрий Евгеньевич Иванов; * 28. Oktober 1957 in Wolsk, Saratow Oblast; an der türkischen Küste tot aufgefunden im August 2010) war ein russischer Offizier. Er war zuletzt Generalmajor der russischen Streitkräfte und Geschäftsführender Leiter des Militär-Auslandsnachrichtendienstes GRU. Er wurde im August 2010 tot an die türkische Küste gespült; die Hintergründe seines Todes sind unklar.

## Militärische Karriere
Iwanow trat 1975 als Soldat in die Sowjet-Armee ein. 1980 graduierte er an einer Militärhochschule in Kiew (M.V. Frunze Kiev higher military academy). Ab 2000 diente er im Nordkaukasus im Bereich militärische Aufklärung. 2006 wurde er in die Führungsebene des russischen Militär-Nachrichtendienstes GRU befördert.

## Todesumstände
Offizielle Stellen in Russland berichteten, dass Iwanow in Latakia in Syrien Urlaub gemacht habe, wo er bei einem Badeunfall ums Leben gekommen sei. Andere Quellen geben an, Iwanow sei dienstlich in Syrien gewesen. Der angebliche Unfallort liegt nur wenige Kilometer vom strategisch wichtigen und einzigen Mittelmeer-Stützpunkt Russlands entfernt, der Marinebasis Tartus.
Die genauen Umstände seines Todes sind der Öffentlichkeit nicht bekannt. Der stark verweste Leichnam von Iwanow wurde Wochen nach seinem vermuteten Todeszeitpunkt von türkischen Fischern an der Küste gefunden. Sein Leichnam wurde unter Geheimhaltung nach Moskau überführt. Die Militärzeitung Krasnaja Swesda (Roter Stern) berichtete erst nach Iwanows Beerdigung von seinem Tod.